# Кхазі-Гілс
Пагорби Кхасі (англ. Khasi Hills) — це невисокі гірські утворення на плато Шиллонг у штаті Мегхалая в Індії. Пагорби Кхасі є частиною гірського хребта Гаро-Хасі-Джайнтія і поєднуються з хребтом Пурванчал і великим хребтом Паткай далі на схід. Пагорби Хасі та весь хребет Гаро-Хасі-Джайнтія знаходяться в екорегіоні субтропічних лісів Мегхалаї.